# Joseanthus
Joseanthus là một chi thực vật có hoa trong họ Cúc (Asteraceae).

## Loài
Chi Joseanthus gồm các loài: